# Hemisphaerius coccinelloides
Hemisphaerius coccinelloides är en insektsart som först beskrevs av Hermann Burmeister 1834.  Hemisphaerius coccinelloides ingår i släktet Hemisphaerius och familjen sköldstritar. Inga underarter finns listade i Catalogue of Life.